# 埃內斯特·古根海姆
埃內斯特·古根海姆（法語：Ernest Gugenheim，1916年1月22日—1977年3月22日）出生於法國大東部大區下萊茵省的韋斯托芬，曾經擔任法國拉比、法國猶太神學院院長。

## 生平
- 1933年：在莫里斯·里伯指導之下，進入法國猶太神學院就讀。
- 1938年：前往立陶宛的米爾神學院（法语：Yechiva de Mir）繼續深造。
- 1940年至1945年：遭到納粹俘虜，直到第二次世界大戰結束後才獲釋。
- 1945年：在法國猶太神學院教授塔木德和拉比律法，直到過世前都在神學院當中講述這兩門課程[1]。
- 1949至1951年：短暫地擔任法國猶太神學院的院長，繼任者是亨利·席利[2]。
- 他有六個孩子，最著名的是米歇爾·古根海姆，曾經擔任法國首席拉比。

## 受獎
- 法國榮譽軍團勳章